# Cantigas de Santa Maria

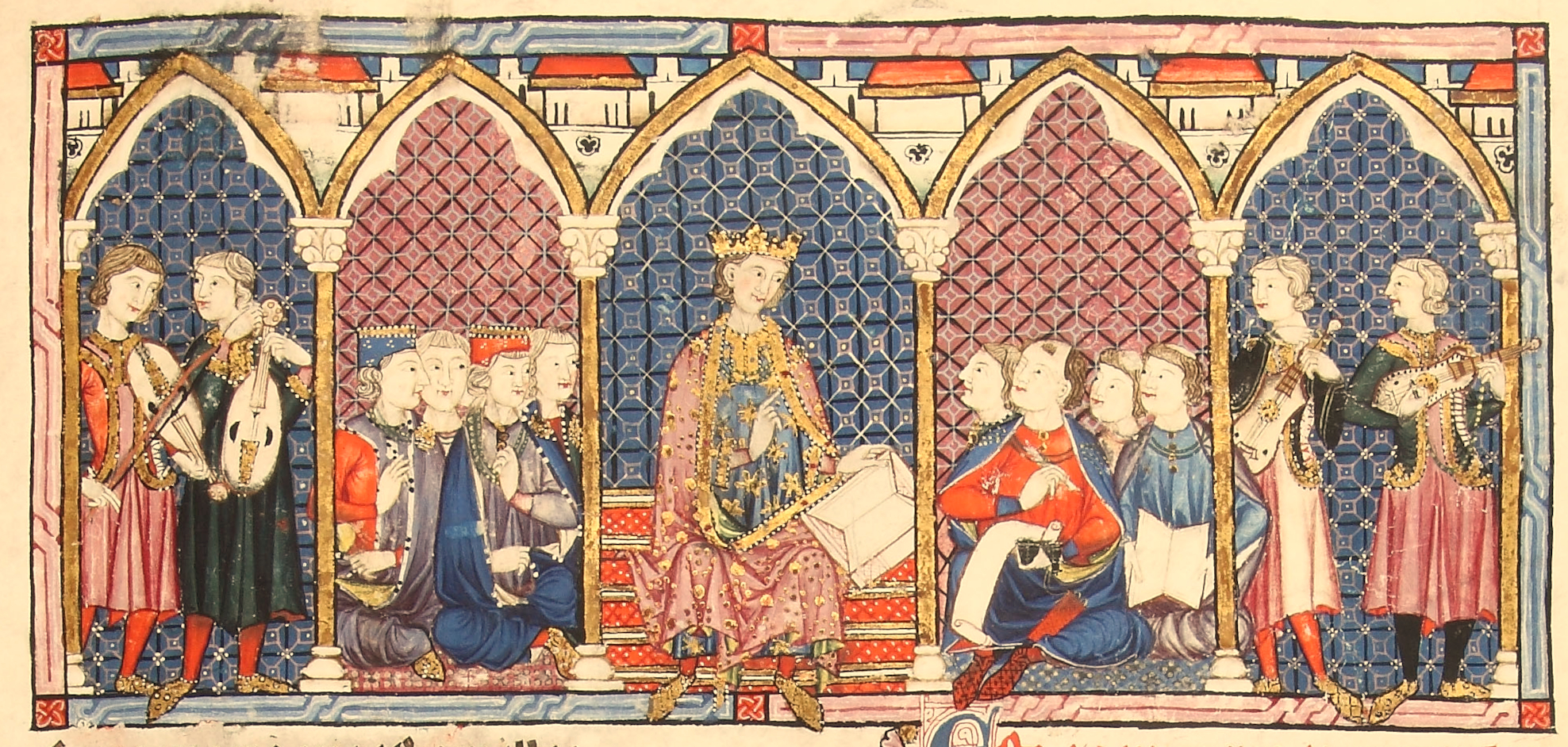
Alfonso X com a sua corte poética-musical

As Cantigas de Santa Maria são um conjunto de quatrocentas e vinte e sete composições em galego-português, que no século XIII era a língua fundamental da lírica culta em Castela. Encontram-se repartidas em quatro manuscritos, um deles na Biblioteca Nacional da Espanha (Codex To, por Toledo), dois no Escorial (Codex E e T) e o quarto em Florença (Codex F).

## Autoria
Existem dúvidas sobre a autoria direta do Rei Afonso X, o Sábio, mas há pouca dúvida acerca de sua participação direta como compositor em muitas delas. Walter Mettmann, autor duma edição crítica dos textos das Cantigas, crê que muitas delas podem ser atribuídas ao poeta e trovador galego Airas Nunes, e que Afonso X teria escrito oito ou dez delas.

## Códices

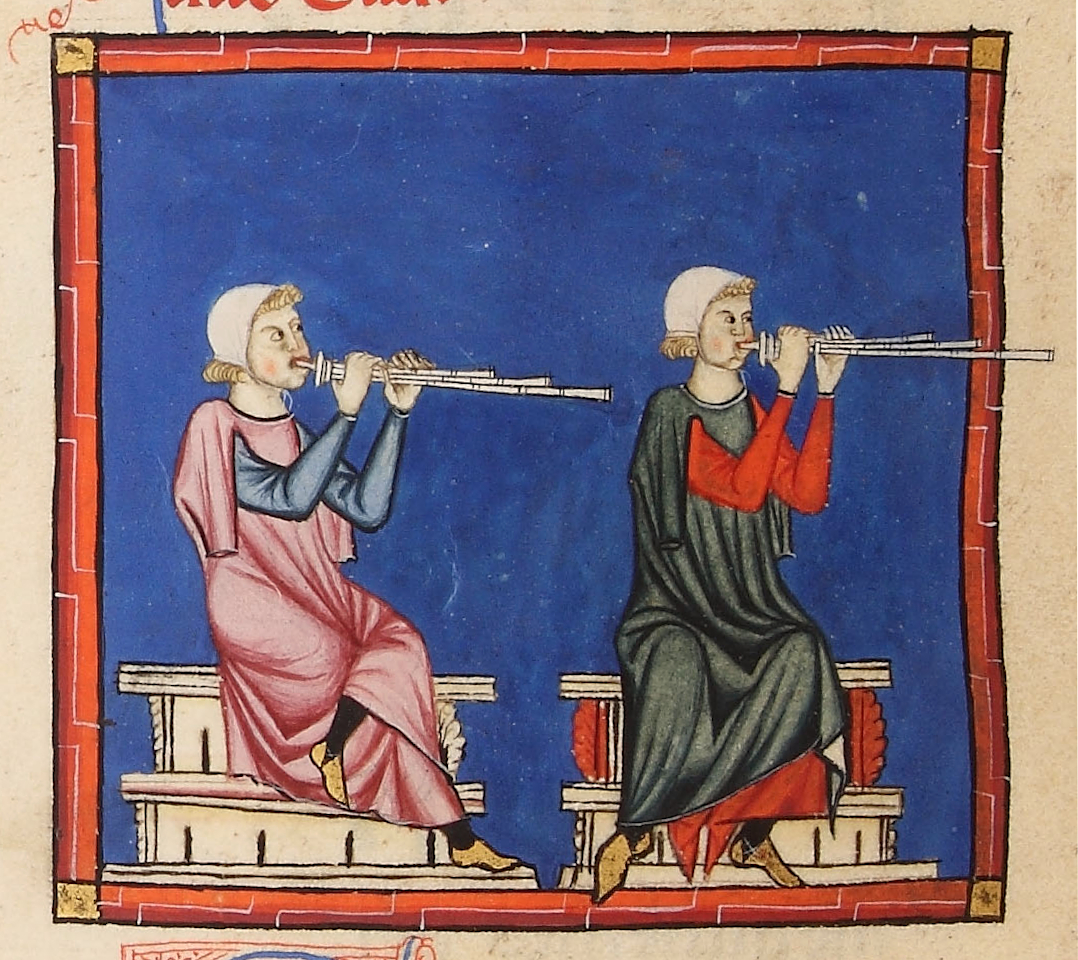
Ilustração do Códice E das "Cantigas de Santa Maria".

Das Cantigas de Santa Maria há quatro códices conservados, procedentes todos eles da própria corte do rei Afonso X.
- O Códice Toledano, que pertenceu  à Catedral de Toledo até 1869 e que agora se conserva na Biblioteca Nacional de Madrid (ms. 10069), é a primeira coleção saída do escritório do rei, após 1257. Contém 128 composições com notação musical. São 160 folhas de pergaminho a duas colunas, em letra francesa do século XIII. Foram transcritas e reproduzidas em 1922 pelo musicólogo Julián Ribera. [3]

- O segundo códice, o mais rico, conserva-se na Biblioteca de El Escorial (códice J. b. 2), e contém 417 cantigas, ilustradas com 40 iluminuras, e leva notação musical. São 361 folhas de pergaminho escritas em duas colunas com letra francesa do século XIII.

- Também se conserva no Escorial outro códice (J. b. 1) com 198 cantigas, notação musical e 1275 iluminuras agrupadas em lâminas de seis quadros, que dão à obra um grande valor iconográfico e pictórico. São 256 folhas de pergaminho escritas em duas colunas com letra francesa do século XIII.

- O códice de Florença, conservado na Biblioteca Nacional desta cidade, contém 104 cantigas, das quais duas não aparecem nos outros códices e outras oferecem variantes de certo interesse. Está incompleto, faltando estrofes, ficando por desenhar muitas vinhetas e com as linhas de notação musical em branco. São 131 folhas escritas com letra gótica do século XIII e geralmente em duas colunas.

## Classificação
As Cantigas de Santa Maria podem se dividir em dois grupos:
- O primeiro, as "Cantigas de Nossa Senhora", nas quais o tema é formado por louvores à Virgem e é um verdadeiro compêndio de histórias, milagres, e relatos relacionados com a Virgem, quer pela sua intervenção direta, quer pelos amores místicos que a sua figura gera nas almas piedosas.
- O segundo, mais reduzido (pois são as cantigas cujo número de ordem é múltiplo de dez), são as cantigas de loor (louvor), poemas mais sérios, profundos, quase místicos, nos quais, em lugar de cantar os milagres da Virgem, reflete sobre ela, como numa oração. Estas adotam a forma de hinos sagrados como os que se interpretavam na liturgia, mas que serviram ao mesmo tempo de treinamento literário e musical nas cortes palacianas e festas profanas, e que daí eram transmitidas pelos jograis.

## Transcendência
Do ponto de vista da história da música, é considerada como a coleção de música cortesã monódica mais importante do século XIII. Afonso X herdou de seu pai Fernando III a sua Capela musical, a qual reunia intérpretes e compositores de várias culturas e que fizeram parte da corte alfonsina, bem como a sua Escola de tradutores ou scriptorium régio. Deles aparece rodeado em algumas das ilustrações dos manuscritos das cantigas.
As melodias estão tomadas da monódia gregoriana, da lírica popular e das canções dos trovadores, e adotam na sua maioria a forma de rondó, com um refrão musical que se repete depois das glosas.
Os códices da Biblioteca do Escorial estão enfeitados com profusão de iluminuras, nas quais se apreciam os instrumentos do século XIII: organistrum, saltério, alaúde, viola de arco, rabeca, cítara, harpa, trompa, trombeta, castanholas, cornamusas, dulzainas e muitos outros. Também se pode observar o modo de execução destes instrumentos.
|  |  |  |  |  |